# Atilio Cattáneo
Atilio Esteban Cattáneo (Lobos, 15 de octubre de 1889 - Buenos Aires, 22 de junio de 1957) fue un militar y político argentino, pionero de la aviación de su país y que ejerció como diputado nacional en oposición al peronismo.

## Biografía
Egresó del Colegio Militar en 1910 como oficial de Ingeniero en Comunicaciones y poco después se graduó de aviador militar. Fue piloto del pionero brasileño de la aviación Alberto Santos Dumont en la visita que este hizo a la Argentina en 1916. Tras incorporarse al Estado Mayor del Ejército, se unió al Instituto Geográfico Militar.
Identificado con la Unión Cívica Radical, al asumir su segunda presidencia Hipólito Yrigoyen en 1928, tomó parte en la reorganización del Ejército Argentino ordenada por este. Intentó defender al presidente durante el golpe de Estado de septiembre de 1930, por lo que fue dado de baja por orden del dictador José Félix Uriburu.
Tras la revolución del teniente coronel Gregorio Pomar en 1931, en diciembre del año siguiente, Cattáneo y el teniente coronel Regino P. Lascano organizaron un segundo intento revolucionario para recuperar la democracia, viciada por el fraude electoral y la proscripción del radicalismo. El mismo fue descubierto dos días antes de su estallido, y tanto Cattáneo como Yrigoyen, Marcelo T. de Alvear, Ricardo Rojas y Honorio Pueyrredón fueron arrestados.
Los dirigentes políticos recuperaron su libertad al poco tiempo, pero Cattáneo fue condenado a una larga pena de prisión. Publicó El moderno Ejército Argentino (1935) y Entre rejas; memorias (1939), que fue dada a la imprenta poco después de su liberación.
En 1937 formó parte de la Liga Argentina por los Derechos del Hombre, que buscaba la legalidad constitucional.
Al estallar la revolución del 43, Cattáneo pidió la reincorporación al Ejército Argentino y el simultáneo pase a retiro. Adherido inicialmente a la nueva dictadura, que identificaba como responsable de haber acabado con la Década Infame, se negó a abandonar el radicalismo y se opuso al advenimiento del coronel Juan Domingo Perón. En las elecciones de febrero de 1946 fue elegido diputado nacional y formó parte del bloque de los 44 radicales, enteramente opuestos al gobierno peronista.
A fines de 1949, Cattáneo acusó al presidente Perón de mentir al realizar su declaración de bienes, ofreciéndole comprar su quinta de San Vicente por el precio que había declarado; en respuesta, el 12 de diciembre de ese año fue expulsado de la Cámara de Diputados por la mayoría peronista –en ausencia de la bancada radical– y también del Ejército Argentino, prohibiéndosele el uso del uniforme.
Retirado definitivamente de la actividad política, se dedicó a la literatura y publicó una obra de teatro. También escribió Plan 1932: el concurrencismo y la revolución, que sería publicado póstumamente.
Falleció en Buenos Aires en 1957. Varias escuelas y calles llevan su nombre.